# جاستن أوركهارت ستيوارت
جاستن أوركهارت ستيوارت (بالإنجليزية: Justin Urquhart Stewart)‏ هو شخصية أعمال بريطاني، ولد في 1955.

## وصلات خارجية
- جاستن أوركهارت ستيوارت على موقع IMDb (الإنجليزية)